# Seebronn
Seebronn is een plaats in de Duitse gemeente Rottenburg am Neckar, deelstaat Baden-Württemberg, en telt 1714 inwoners (2008).